# Dołna Wasilica
Dołna Wasilica (bułg. Долна Василица) – wieś w Bułgarii, w obwodzie sofijskim, w gminie Kostenec. Wieś jest opustoszała.